# Black Box (Brown Eyed Girls)
Black Box è il quinto album in studio del girl group sudcoreano Brown Eyed Girls, pubblicato nel 2013.

## Tracce
1. After Club – 3:54
2. I Want to Fly (날아갈래) – 3:17
3. Kill Bill – 3:26
4. Boy – 3:30
5. Satisfaction – 3:38
6. Mystery Survivor – 3:45
7. He's Lying (거짓말이야) – 3:36
8. Recipe (레시피) – 3:42
9. Good Fellas – 3:59